# Диодато
Антонио Диодато (итал. Antonio Diodato; Аоста, 30. август 1981), познат као Диодато, је италијански певач и текстописац.

## Биографија
Рођен јеу Аости, пореклом је из Таранта и Римљанин по усвајању.
Његови први радови настали су у Стокхолму са шведским ди-џејевима Себастијаном Ингросом и Стивом Анђелом. Вративши се у Италију, дипломирао је на Универзитету Рома Тре, област филма, телевизије и нових медија.

## Каријера
Године 2014. освојио је МТВ италијанске музичке награде за најбољу нову генерацију, награду The Deezer Band Of The Year Award и награду Fabrizio de André са својом верзијом „Amore che vieni, Amore che vai“, за најбољу реинтерпретацију дела. ђеновљанског кантаутора.
Године 2016. постао је уметнички директор првомајског концерта у Таранту, заједно са Ројем Пачијем и Мишелом Риондином.
Године 2019. дебитовао је као глумац у филму "Un'avventura", редитеља Марка Данијелија.
Победио је на 70. музичком фестивалу у Санрему са песмом „Fai rumore“ и требало је да представља Италију на Песми Евровизије 2020. у Ротердаму, Холандија, пре него што је догађај отказан због пандемије КОВИД-19. Песма "Fai rumore" такође је освојила награду критике "Mia Martini" и награду за штампу "Лучо Дала".

## Дискографија

### Албуми
| Назив                 | Година |
| --------------------- | ------ |
| E forse sono pazzo    | 2013   |
| A ritrovar bellezza   | 2014   |
| Cosa siamo diventati  | 2017   |
| Che vita meravigliosa | 2020   |